# China Shipping Development
China Shipping Development (chinois simplifié : 中海发展股份有限公司 ; chinois traditionnel : 中海發展股份有限公司 ; pinyin : Zhōng hǎi fāzhǎn gǔfèn yǒuxiàngōngsī) est une entreprise chinoise de transport maritime. Elle est détenue en majorité par China Shipping Group, mais est cotée aux bourses de Hong Kong et de Shanghai.